# Жан Казимир Перије
Жан Пол Пјер Казимир Перије (фр. Jean Casimir-Perier; Париз, 8. новембар 1847 — Париз, 11. март 1907) је био француски политичар и шести председник Треће француске републике од 1894. до 1895. године.

## Биографија
Рођен је у Паризу као син Августа Перијеа и унук Казимира Перијеа, председника владе краља Луја Филипа. Ушао је у политичке воде као секретар свога оца, који је био министар унутрашњих послова под председништвом Адолфа Тјера. Године 1874. изабран је за генералног одборника департмана Об. Придружио се левичарима на чијој страни је био 1877. године. Перије је августа 1883. године постао подсекретар министра рата и на тој функцији се задржао до 1885. године. Од 1890. до 1892. године је био потпредседник Привредне коморе, а од 1893. године и председник. Након убиства Садија Карноа, Перије је 24. јуна 1894. године изабран за председника Републике са 451 против 195 гласова. Његово председништво трајало је свега 6 месеци. Од свих француских председника, Перије је имао најкраће председништво. Током његовог мандата избила је афера Драјфус. Након 1895. године повлачи се из јавног живота.